# Eclipse (iate)

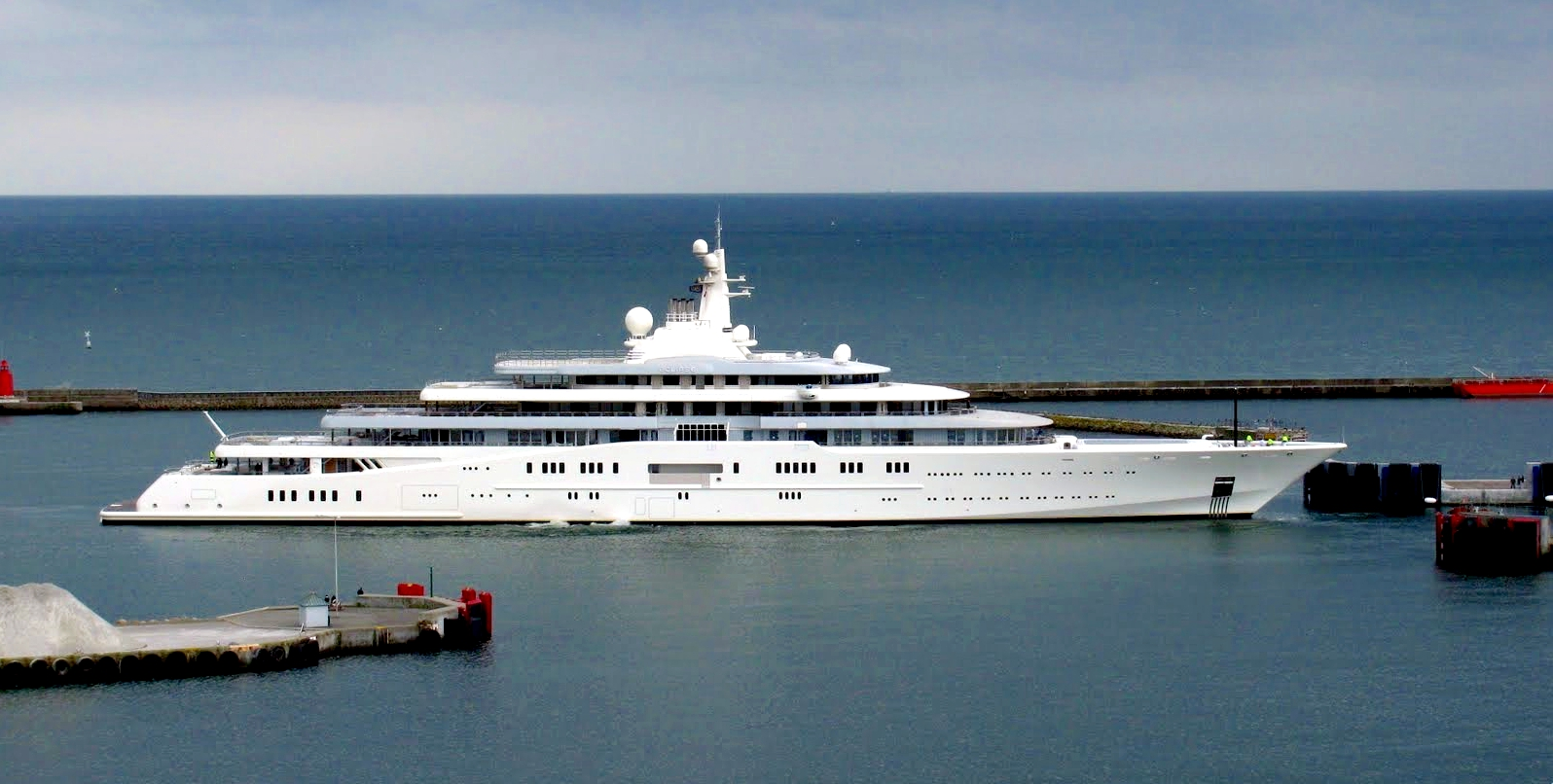
O iate Eclipse.

M / Y Eclipse é um iate a motor de luxo construído pela Blohm + Voss de Hamburgo, na Alemanha. Seu exterior e interior foram projetados por Terence Disdale. O iate foi entregue ao empresário russo luso-israelita Roman Abramovich em 9 de dezembro de 2010. Com 162,5 metros de comprimento, Eclipse é o segundo maior iate privado do mundo, 17,3 metros mais baixo do que o Azzam, que era lançado em abril de 2013. O custo do iate foi estimado em € 340 milhões.

## Características
Eclipse tem dois helipontos, 24 cabines de hóspedes, duas piscinas, várias banheiras de hidromassagem e uma sala de discoteca. Também é equipado com três barcos de lançamento e um mini-submarino que é capaz de submergir a 50 metros (160 pés). Aproximadamente 70 tripulantes são necessários para operar o iate e servir os convidados.
Por segurança, o Eclipse é equipado com um sistema de detecção de mísseis.
O Eclipse também é o maior navio que emprega um sistema de estabilização baseado em rotor contra o movimento de rolagem na âncora e em baixas velocidades de cruzeiro, com base no efeito Magnus.

## História
Eclipse foi lançado em 12 de junho de 2009. Ela chegou em Frederikshavn, Dinamarca, em 18 de setembro de 2009, para testes no mar, e foi entregue a Abramovich em 9 de dezembro de 2010. As primeiras fotos do iate completo foram tiradas em Kristiansand, na Noruega, durante o reabastecimento.
Em fevereiro de 2011, Eclipse foi disponibilizado para fretamento através da SuperYachtsMonaco, uma empresa de corretagem de iates baseada em Mônaco. No entanto, de acordo com a revista Motor Boat & Yachting, o iate não está realmente disponível para fretamento, e a lista de afretamento tem como objetivo evitar a tributação européia (os iates fretados estão isentos do imposto predial).
Eclipse viaja para St. Martin no Caribe a cada inverno para pegar os hóspedes que voam para o aeroporto de St. Martin. O iate viaja então à casa de Abramovich em St. Barts próximo.